# Christl Pfeil
Christl Pfeil (auch Christl Pfeil-Scherschel, Christel Pfeil; * vor 1935) ist eine deutsche Schauspielerin und Hörspielsprecherin.

## Leben und Wirken
Bezüglich des Lebens und Wirkens von Christl Pfeil ist die Quellenlage sehr lückenhaft. Sie trat von Ende der 1950er Jahre bis 2007 in deutschen Fernsehserien und -filmen auf. Aus den Jahren 1952 bis 1982 existieren Hörspielproduktionen deutscher Rundfunkanstalten mit ihrer Beteiligung. Belegte Theaterauftritte hatte sie in den 1950er Jahren im Theater am Roßmarkt in Frankfurt am Main.
Christl Pfeil war bis zu dessen Tod 1997 mit dem Schauspieler Erwin Scherschel verheiratet.

## Filmografie (Auswahl)
- 1959–1960: Nachsitzen für Erwachsene (Fernsehserie)
- 1965: Schicken Sie mir einen Dollar! (Fernsehfilm)
- 1966: Der Trauschein (Fernsehfilm)
- 1962–1967: Die Firma Hesselbach (Fernsehserie, 3 Folgen)
- 1974: Unter Ausschluß der Öffentlichkeit (Fernsehreihe)
- 1975: Dein gutes Recht (Fernsehserie, 13 Folgen)
- 1996: Ärzte (Fernsehreihe, 1 Folge)
- 2007: Späte Aussicht (Fernsehfilm)

## Hörspiele (Auswahl)
- 1952: Wolf Schmidt: Die Abenteuer des Herrn Schmidt (1 Folge) – Regie: Karlheinz Schilling
- 1954: Heinz Oskar Wuttig: Großer Ring mit Außenschleife – Regie: Hanns-Ludwig Wiechmann
- 1962: Robert Stromberger: De Hexeschuss – Regie: Robert Stromberger
- 1963: Robert Stromberger: Das Fußballspiel – Regie: Robert Stromberger
- 1963: Robert Stromberger: Die Ehekrise – Regie: Robert Stromberger
- 1963: Kurt Heynicke: Auf Wiedersehen in der Rue de Pontoise – Regie: Matthias Neumann
- 1964: Robert Stromberger: Die Gleichberechtigung – Regie: Robert Stromberger
- 1965: Christoph Friedrich Kutscher: Kessy und der dicke Fisch – Regie: Horst Uhse
- 1966: Anna Seghers: Der Ausflug der toten Mädchen – Regie: Hans Dieter Zimmermann
- 1970: Alfred Andersch: Tochter – Regie: Fritz Schröder-Jahn
- 1972: Wolfgang Weyrauch: Onkel Karl – Regie: Imo Wilimzig
- 1974: Horst Schlötelburg: Dalton – das Spitzentuch der Könige – Regie: Horst H. Vollmer
- 1977: Theodor Weißenborn: E-Schock und Neuroleptika – Regie: Günther Sauer
- 1977: Diethard Klante: Aktion Abendsonne – Regie: Diethard Klante
- 1980: Eckehard Ziedrich: Die Autoren – Regie: Christoph Buggert
- 1982: Elfie Donnelly: Der rote Strumpf – Regie: Günther Sauer